# سه تفنگدار در فیلم
سه تفنگدار در فیلم (به انگلیسی: The Three Musketeers in film) فیلمهایی که بر اساس  داستان  سه تفنگدار نوشته الکساندر دوما ساخته شده است

## فیلم‌شناسی
برخی از فیلم های ساخته شده بر اساس رمان سه تفنگدار عبارتند از:
- سه تفنگدار (فیلم ۱۹۷۳)
- سه تفنگدار (فیلم ۱۹۹۳)
- مردی در نقاب آهنی (فیلم ۱۹۹۸)
- باربی و سه تفنگدار
- سه تفنگدار (فیلم ۲۰۱۱)
- تفنگدارها (مجموعه تلویزیونی)
- سه تفنگدار (مجموعه تلویزیونی) محصول کره جنوبی سال ۲۰۱۴